# Atanas Tarkalanov
 (avril 2018).
Si vous disposez d'ouvrages ou d'articles de référence ou si vous connaissez des sites web de qualité traitant du thème abordé ici, merci de compléter l'article en donnant les références utiles à sa vérifiabilité et en les liant à la section « Notes et références ».
Atanas Tarkalanov, born 10th of February 1988 in Sofia, Bulgaria is an international volleyball player and currently head coach of Sorbonne University Abu Dhabi.

## Clubs
| Club                          | Country  | League                     | Season    | Position       |
| ----------------------------- | -------- | -------------------------- | --------- | -------------- |
| Levski Siconco Volley-ball    | Bulgarie | Under - 17                 | 2002-2006 | Outside Hitter |
| Poitiers Volley-ball          | France   | Division - National 1      | 2006-2008 | Outside Hitter |
| Tours Volley-Ball             | France   | Division - PRO A           | 2008-2010 | Outside Hitter |
| Strasbourg Volley-ball        | France   | Division - PRO B           | 2010-2012 | Outside Hitter |
| Poitiers Volley-ball          | France   | Division - PRO B           | 2012-2014 | Outside Hitter |
| Sorbonne University Abu Dhabi | UAE      | National University League | 2016-2025 | Head Coach     |
| ADVC                          | UAE      | National Women's League    | 2022-2025 | Head Coach     |

## TITLES
- University Men's VIce-Championship Title - 2023 ( Coach )
- University Men's Championship Title - 2023 ( Coach )
- Coupe De France Winner : 2009, 2010. ( Player )
- Coupe De France Winner under -21 , -19 :  2007,2008. ( Player )